# Weberocereus rosei
Weberocereus rosei är en kaktusväxtart som först beskrevs av Myron William Kimnach, och fick sitt nu gällande namn av Franz Buxbaum. Weberocereus rosei ingår i släktet Weberocereus och familjen kaktusväxter. Inga underarter finns listade i Catalogue of Life.